# Линь Бяо
Линь Бяо (кит. 林彪, пиньинь Lín Biāo; 5 декабря 1907, Хуанган, Империя Цин — 13 сентября 1971, Ундэр-Хан, Монголия) — китайский политический деятель, маршал КНР, считавшийся правой рукой и наследником Мао Цзэдуна до самой смерти в загадочной авиакатастрофе в небе над Монголией. Посмертно был объявлен предателем и вычеркнут из списков Коммунистической партии Китая.

## Биография

### Ранние годы
Линь Бяо родился 5 декабря 1907 года в деревне Хойлуншань уезда Хуанган провинции Хубэй в семье мелкого фабриканта. При рождении получил имя Юй Жун (кит. 育容, пиньинь Yù Róng). Его отец имел небольшую текстильную фабрику, которая впоследствии обанкротилась. После банкротства отец стал работать кассиром на пароходе, ходившем по реке Янцзы. Семья была большой. В возрасте 10 лет Юй Жун ушёл из дома, сначала учился в Хойлуншаньской школе, затем в Утайской средней школе.

### Начало карьеры
Семнадцатилетним юношей он вступил в Социалистический союз молодёжи Китая, а в 1925 году — в КПК. В этом же году поступил в военную Академию Вампу, в 1927 году стал командиром взвода, затем роты отдельного полка Национально-революционной армии. К тому времени он сменил имя на Линь Бяо. В 1926 году участвовал в Северном походе, в 1927 году принимал участие в Наньчанском восстании. После поражения восстания участвовал в совещании в Маочжи, в ходе которого некоторые командиры предлагали распустить войска. Линь Бяо с Чэнь И поддержали Чжу Дэ, воспротивившегося этому предложению.
После создания в 1928 году 4-го корпуса Красной армии Китая Линь Бяо командовал полком. Когда в 1930 году была сформирована 1-я армейская группа — командовал корпусом. В ноябре 1931 года Линь Бяо становится членом Реввоенсовета, созданного по решению I Всекитайского съезда представителей советских районов Китая. В 1932 году Линь Бяо назначен командующим 1-й армейской группы Красной армии, участвовал в отражении 5-го карательного похода Гоминьдана. 1-я армейская группа под командованием Линь Бяо в октябре 1934 года шла в авангарде Великого похода. В 1934—1936 годах войска под командованием Линь Бяо вели боевые действия против гоминьдановских войск.

### В годы Антияпонского сопротивления
После нападения Японии на Китай в июле 1937 года и образования единого национального фронта произошла реорганизация Красной армии, была образована 8-я армия Народно-революционной армии Китая. Линь Бяо назначается командиром 115-й дивизии. Сражаясь с японцами, войска под руководством Линь Бяо одержали ряд побед, в том числе т. н. «Великую победу при Пинсингуане». После тяжёлого ранения Линь Бяо в 1939 году уехал в СССР на лечение. В Советском Союзе он был представителем КПК в Коминтерне. В 1942 году он вернулся в Яньань и стал секретарём Северо-Восточного бюро ЦК КПК. На VII съезде КПК в 1945 году Линь Бяо был избран членом ЦК КПК.

### Во время второго этапа гражданской войны в Китае
В это время на базе отрядов 8-й армии и Новой 4-й армии была образована маньчжурская Объединённая демократическая армия численностью до 300 тысяч человек, командующим которой был назначен Линь Бяо, комиссаром — Пэн Чжэнь. Благодаря поддержке СССР в январе—марте 1947 года войска под руководством Линь Бяо трижды форсировали Сунгари и нанесли сильные удары противнику в районе севернее Чанчуня. В 1948 году Линь Бяо стал командующим войсками Северо-Восточной полевой армии. В сентябре 1948 года его войска начали крупную операцию по разгрому гоминьдановской армии в Маньчжурии, вошедшей в историю как «Ляоси-Шэньянская операция» (или «Ляошэньская операция»), в результате которой НОАК впервые получила численный перевес над армией Гоминьдана. В 1948 году Линь Бяо командовал Бэйпин-Тяньцзиньским фронтом, в марте 1949 года был представителем КПК на переговорах с Гоминьданом.

### После образования КНР и «Культурная революция»

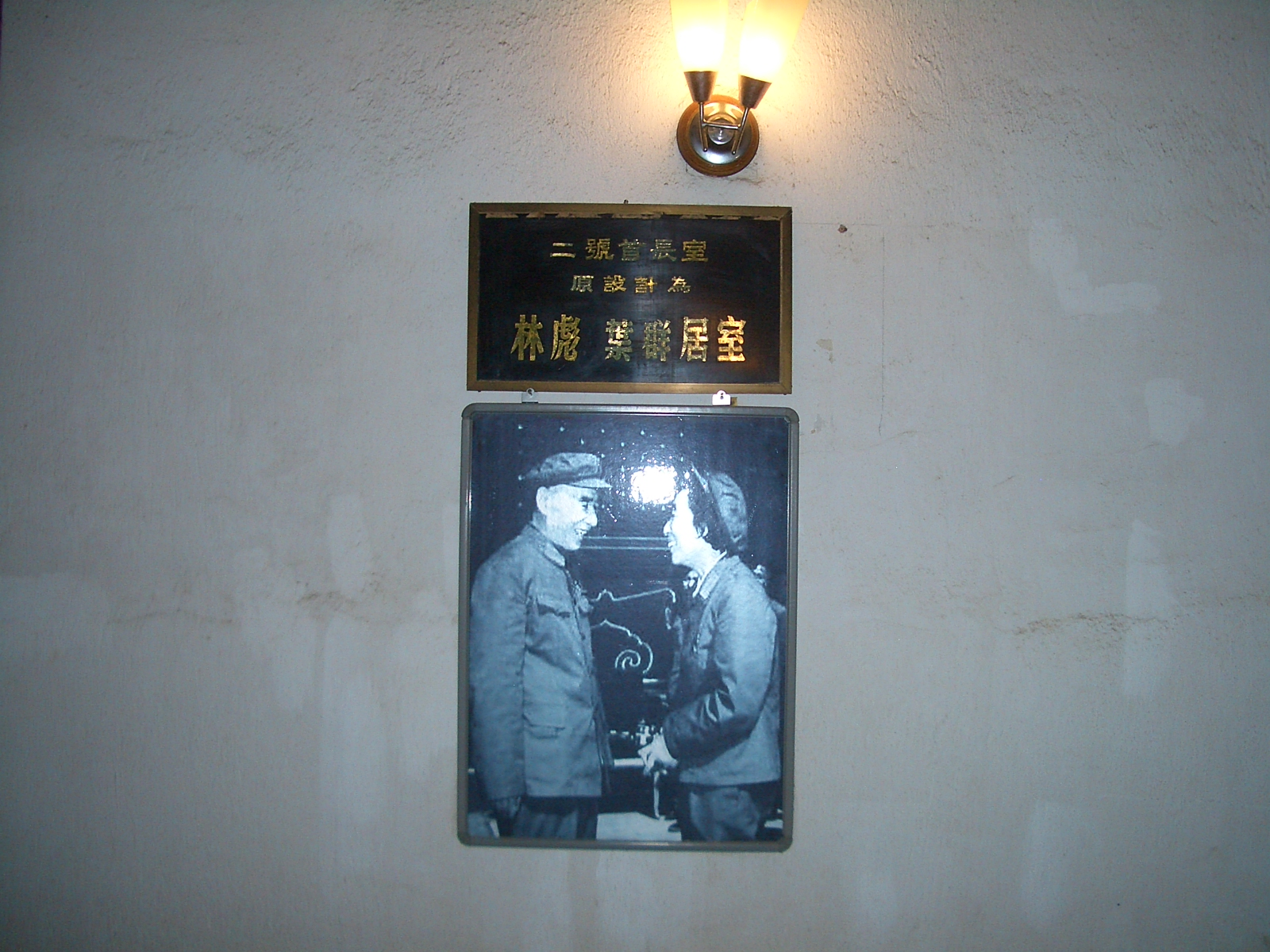
В тоннелях «Проекта 131» — подземного командного центра НОАК, строившегося в Хубэе в 1969—1971 годах. В числе прочего, там были оборудованы апартаменты для Мао Цзэдуна и Линь Бяо; однако после смерти Линь Бяо строительство было свёрнуто, и он так и не побывал там

В сентябре 1949 года он был избран членом НПКСК, в октябре 1949 года назначен командующим Центрально-китайским военным округом. С декабря 1949 по январь 1953 года Линь Бяо является председателем Центрально-южного военно-административного комитета, а с июля 1950 года — первым секретарём Центрально-южного бюро ЦК КПК. В 1950 году выступил против участия Китая в войне в Корее.
В августе 1954 года Линь Бяо был избран депутатом ВСНП, переизбран в июле 1958 года и в сентябре 1964 года. С 1954 года — заместитель председателя Государственного комитета обороны. С 1954 года — заместитель премьера Госсовета КНР. В 1955 году Линь Бяо присвоено воинское звание маршала КНР, он был награждён многими орденами. С сентября 1956 года — член Политбюро ЦК КПК, с мая 1958 года — член Постоянного комитета Политбюро ЦК и один из заместителей председателя ЦК КПК.
С сентября 1959 года, после Лушаньского совещания и снятия Пэн Дэхуая, Линь Бяо становится министром обороны КНР. Он активно способствовал распространению в Китае культа личности Мао Цзэдуна. В армии по его указанию уже в мае 1964 года издаётся «Цитатник» Мао Цзэдуна. Линь Бяо заявил, что эту книгу, так же как и личное оружие, должен иметь каждый солдат. Линь Бяо становится активным участником и проводником «Великой пролетарской культурной революции». На XI пленуме ЦК КПК в августе 1966 года он вновь избирается в состав Постоянного комитета Политбюро ЦК, называется в списке вторым после Мао Цзэдуна. После IX съезда КПК с апреля 1969 года официально становится единственным заместителем председателя ЦК партии и определяется как «преемник» Мао Цзэдуна.

### Закат карьеры и смерть

Китайский плакат 1974 года с лозунгом «Критикуй Линь Бяо, критикуй Конфуция — это сейчас самое важное для Партии, армии и народа»

В начале 1970-х годов Линь Бяо рассорился почти со всеми влиятельными членами Политбюро ЦК КПК (прежде всего с Чжоу Эньлаем, который стал новым 2-м человеком в партии). Органы безопасности раскрыли попытку заговора сторонников Линь Бяо. Вместе с семьёй попытался бежать на самолёте Trident в СССР, однако самолёт упал в Монголии, при этом все погибли. В Китае после его смерти была развязана кампания под названием «Критика Линь Бяо и Конфуция».
В отличие от многих других политиков, осуждённых при Мао Цзэдуне, Линь Бяо в дальнейшем не был реабилитирован, и исследование его жизни и обстоятельств его гибели в КНР не поощрялось. С начала 2000-х годов упоминания о нём и его портреты постепенно возвращаются в историческую литературу и музеи, а его потомки опубликовали о нём воспоминания.
В ноябре 1980 года в Пекине открылся судебный процесс над членами «контрреволюционных группировок Линь Бяо и Цзян Цин» (несмотря на враждебность между Линь Бяо и Бандой четырёх, разбирательства по их делам были объединены). Причисленные к «группировке Линь Бяо» высокопоставленные военачальники — бывший начальник Генерального штаба НОАК Хуан Юншэн, бывший командующий ВВС НОАК У Фасянь, бывший политкомиссар ВМС НОАК Ли Цзопэн, начальник логистического управления НОАК Цю Хуэйцзо и политкомиссар ВВС Нанкинского военного округа Цзян Тэнцзяо были осуждены на длительные сроки заключения.

## Семья
Линь Бяо был третьим сыном фабриканта Линь Минциня и его жены Чэнь Ши.
Линь Бяо был женат три раза:
- Ван Цзинъи (на ней Линь Бяо не был официально женат);
- Чжан Мэй (поженились в 1937 году в Яньани, развелись в 1942 году в СССР);
- Е Сюнь (поженились в 1943 году в Яньани).

Дети:
- Дочери — Линь Сяолинь (от Чжан Мэй), Линь Лихэн и Линь Доудоу (от Е Сюнь);
- Сын — Линь Лиго (от Е Сюнь).